# Mugilogobius adeia
Mugilogobius adeia là một loài cá thuộc họ Gobiidae. Nó là loài đặc hữu của Indonesia.